# Cimaung (Cikeusal)
Cimaung is een bestuurslaag in het regentschap Serang van de provincie Banten, Indonesië. Cimaung telt 4717 inwoners (volkstelling 2010).